# Grand Prix Španělska 2004
Velká cena Španělska (Gran Premio Marlboro de España) se v roce 2004 jela 9. května na okruhu v Barceloně. Závod měl 66 kol, jedno kolo měřilo 4,627 km, celkem tedy závodníci ujeli 305,256 kilometrů. Závod byl 718. podnikem Grand Prix. Skončil 75. vítězstvím Michaela Schumachera a 172. vítězstvím pro tým Ferrari.

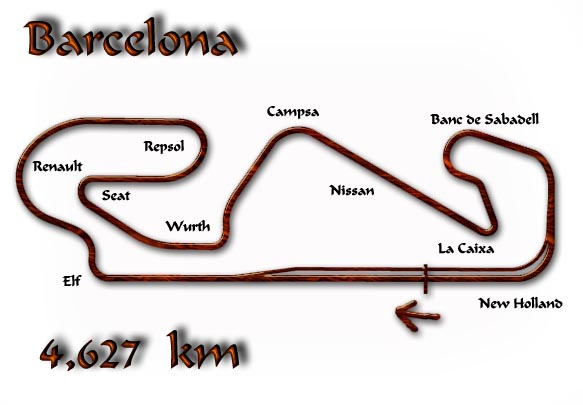

## Výsledky
| Pozice | Jezdec               | Vůz             | Čas         |
| ------ | -------------------- | --------------- | ----------- |
| 1      | Michael Schumacher   | Ferrari F2004   | 1:27'32.841 |
| 2      | Rubens Barrichello   | Ferrari F2004   | á 0:13:290  |
| 3      | Jarno Trulli         | Renault R 24    | á 0:32"294  |
| 4      | Fernando Alonso      | Renault R 24    | á 0:32:952  |
| 5      | Takuma Sató          | BAR 006         | á 0:42:327  |
| 6      | Ralf Schumacher      | Williams FW26   | á 0:73:804  |
| 7      | Giancarlo Fisichella | Sauber C 23     | á 0:77:108  |
| 8      | Jenson Button        | BAR 006         | á 1 kolo    |
| 9      | Felipe Massa         | Sauber C 23     | á 1 kolo    |
| 10     | David Coulthard      | McLaren MP 4/19 | á 1 kolo    |
| 11     | Kimi Räikkönen       | McLaren MP 4/19 | á 1 kolo    |
| 12     | Mark Webber          | Jaguar R5       | á 1 kolo    |
| 13     | Cristiano da Matta   | Toyota TF 104   | á 1 kolo    |
| Kolo   | Odstoupili           | -               | -           |
| 51     | Giorgio Pantano      | Jordan EJ 14    | Hydraulika  |
| 46     | Juan Pablo Montoya   | Williams FW26   | Brzdy       |
| 43     | Christian Klien      | Jaguar R5       | Akcelerátor |
| 33     | Olivier Panis        | Toyota TF 104   | Hydraulika  |
| 33     | Nick Heidfeld        | Jordan EJ 14    | Hydraulika  |
| 31     | Gianmaria Bruni      | Minardi PS 04 B | Brzdy       |
| 17     | Zsolt Baumgartner    | Minardi PS 04 B | Spojka      |

### Nejrychlejší kolo
- Michael SCHUMACHER Ferrari 	1'17.450 - 215.070 km/h

### Vedení v závodě
- 1-8 kolo Jarno Trulli
- 9-10 kolo Michael Schumacher
- 11-17 kolo Rubens Barrichello
- 18-66 kolo Michael Schumacher

### Postavení na startu
- Červeně – výměna motoru / posunutí o 10 příček na startu

| 1. řada  | 1                  | 2                    |
|          | Michael Schumacher | Juan Pablo Montoya   |
|          | Ferrari            | Williams             |
|          | 1'15.022           | 1'15.639             |
| 2. řada  | 3                  | 4                    |
|          | Takuma Sato        | Jarno Trulli         |
|          | BAR                | Renault              |
|          | 1'15.809           | 1'16.144             |
| 3. řada  | 5                  | 6                    |
|          | Rubens Barrichello | Ralf Schumacher      |
|          | Ferrari            | Williams             |
|          | 1'16.272           | 1'16.293             |
| 4. řada  | 7                  | 8                    |
|          | Olivier Panis      | Fernando Alonso      |
|          | Toyota             | Renault              |
|          | 1'16.313           | 1'16.422             |
| 5. řada  | 9                  | 10                   |
|          | Mark Webber        | David Coulthard      |
|          | Jaguar             | McLaren              |
|          | 1'16.514           | 1'16.636             |
| 6. řada  | 11                 | 12                   |
|          | Cristiano da Matta | Giancarlo Fisichella |
|          | Toyota             | Sauber               |
|          | 1'17.038           | 1'17.444             |
| 7. řada  | 13                 | 14                   |
|          | Kimi Räikkönen     | Jenson Button        |
|          | McLaren            | BAR                  |
|          | 1'17.445           | 1'17.575             |
| 8. řada  | 15                 | 16                   |
|          | Nick Heidfeld      | Christian Klien      |
|          | Jordan             | Jaguar               |
|          | 1'17.802           | 1'17.812             |
| 9. řada  | 17                 | 18                   |
|          | Felipe Massa       | Gianmaria Bruni      |
|          | Sauber             | Minardi              |
|          | 1'17.866           | 1'19.817             |
| 10. řada | 19                 | 20                   |
|          | Giorgio Pantano    | Zsolt Baumgartner    |
|          | Jordan             | Minardi              |
|          | 1'20.607           | 1'21.470             |
| -------- | ------------------ | -------------------- |

### Zajímavosti
- Startovní číslo 1 zajelo 100 nejrychlejší kolo.
- Motor Cosworth nastoupil k 250 GP.
- Michael Schumacher nastoupil k 200 GP
- Toyota i Sauber stály po 75 na startu.